# Docidocercus pehlkei
Docidocercus pehlkei är en insektsart som beskrevs av Max Beier 1960. Docidocercus pehlkei ingår i släktet Docidocercus och familjen vårtbitare. Inga underarter finns listade i Catalogue of Life.